# On a volé la mer
Pour plus de détails, voir Fiche technique et Distribution.
On a volé la mer est un film français réalisé par Jean Salvy et sorti en 1961.

## Synopsis
Des enfants, restés à Paris pour leurs vacances, décident d’aller voir la mer en s’embarquant sur une péniche…

## Fiche technique
- Titre : On a volé la mer
- Titre original : On a volé la mer
- Réalisation : Jean Salvy
- Scénario : Jean Salvy
- Musique : Georges Delerue
- Musique additionnelle : Erik Satie
- Chanson interprétée par Giani Esposito
- Direction de la photographie : Claude Gaudillot
- Ingénieur du son : Maurice Laroche
- Montage : Janine Sée
- Pays d'origine :  France
- Langue de tournage : français
- Sociétés de production : Centre Audiovisuel de l'École Normale Supérieure, Compagnie Française d'Études et de Réalisations Cinématographiques
- Format : couleur — son monophonique — 35 mm
- Genre : court métrage
- Durée : 25 min
- Date de sortie : 1961

## Distribution
- Giani Esposito : l'exilé
- Sylviane Margollé : Sylviane
- Yves Joly : Yves
- Benjamin Boda : Antoine
- Georges Boda : André
- Jacky Calatayud : Jacky
- Laurence Morisot : Laurence
- Dominique Blomiser : Dominique/Pierrot
- Bernard Blomiser : Dominique/Pierrot